# Chatbot

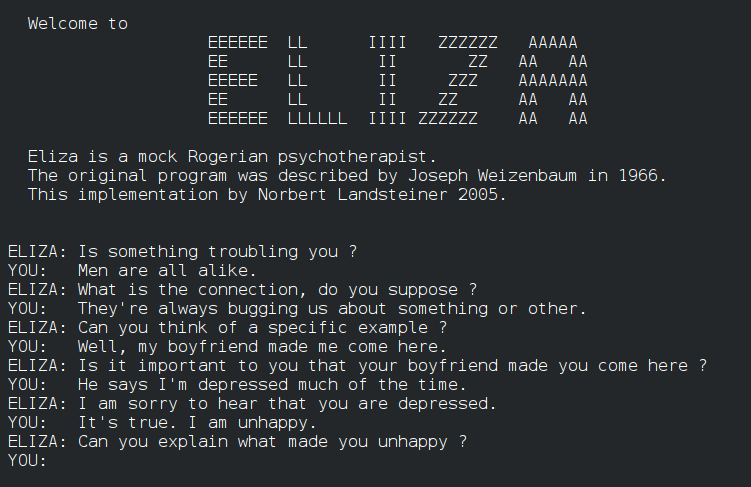
Rozmowa z chatbotem ELIZA, 1966

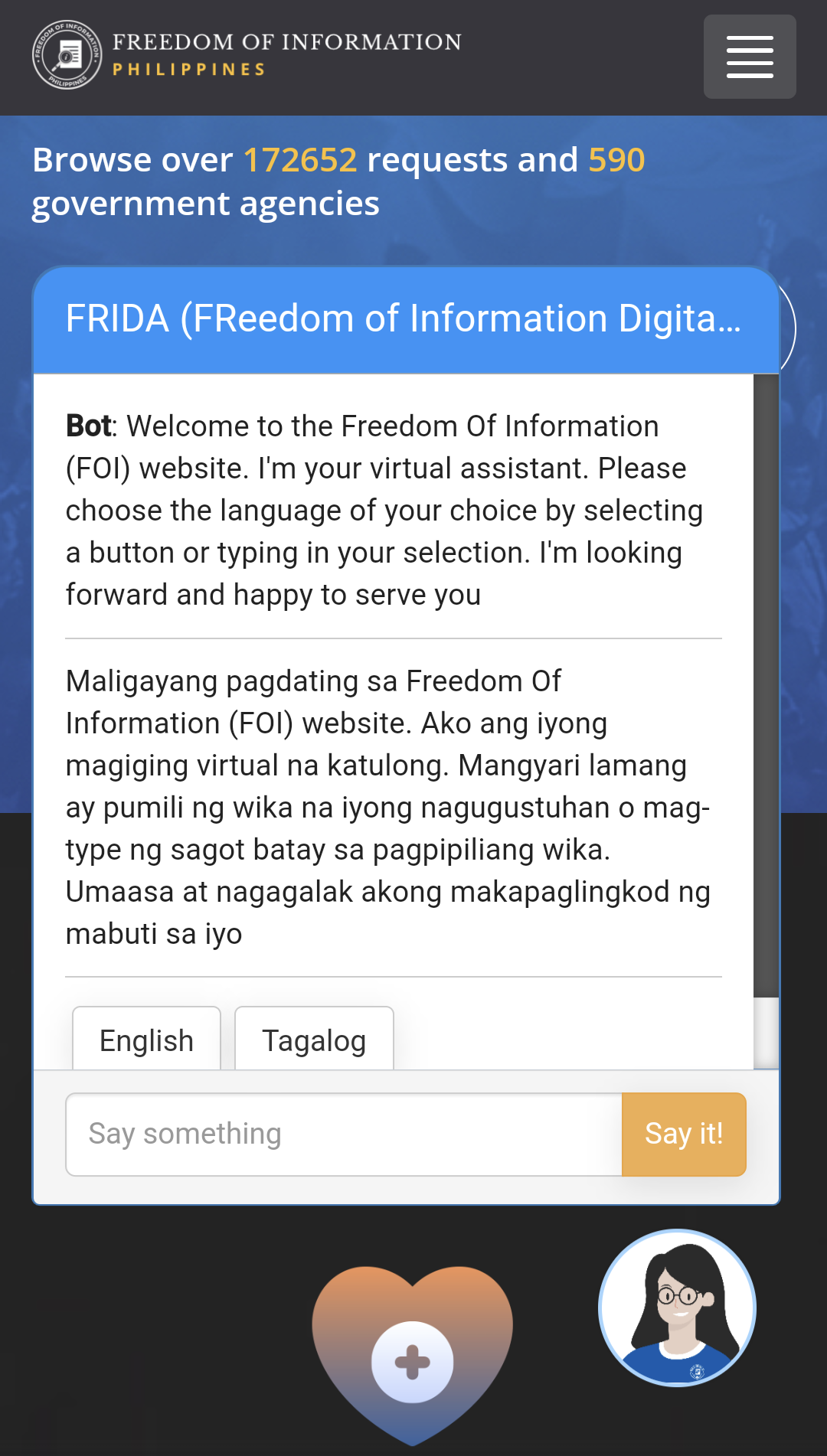
Interfejs bota FRIDA, 2023

Chatbot, chatterbot, linguabot, czatbot – program komputerowy, którego interfejs ma formę konwersacji z zastosowaniem przetwarzania języka naturalnego, czyli w różnym stopniu naśladuje rozmowę z człowiekiem. Chatboty mogą posiadać interfejs tekstowy lub głosowy, a ich silnik może mieć różne formy sztucznej inteligencji. Jednym z zadań chatbotów jest odciążenie ludzkich linii serwisowych różnego rodzaju firm poprzez automatyzację powtarzalnych i przewidywalnych zadań i procesów w dużej skali. Wykorzystywane są one również jako asystenci do wykonywania codziennych zadań i obowiązków.

## Historia
Rozwój chatbotów został zainspirowany w 1950 roku przez Alana Turinga. Turing zaproponował test inteligencji (test Turinga), w ramach którego, poprzez rozmowę dana osoba miała zgadnąć czy ktoś jest człowiekiem czy maszyną.
udowodnić inteligentne zdolności maszyny dzięki skutecznemu udawaniu człowieka w rozmowie poprzez terminal tekstowy. Rozmowa była prowadzona w czasie rzeczywistym, a sędziowie posiadali zbiór pytań, które zadawali przez terminal programowi lub człowiekowi, nie wiedząc, kto znajduje się po drugiej stronie. Na podstawie udzielanych odpowiedzi musieli zdecydować, czy rozmawiali ze stworzonym programem, czy z człowiekiem.
Do najpopularniejszych klasycznych przykładów chatbota należy ELIZA zaprojektowana w 1966 roku przez Josepha Weizenbauma, jako program symulujący psychoanalityka, który parodiował terapeutę, często powtarzając, w formie pytań, kwestie wypowiedziane przez rozmówcę. ELIZA okrzyknięta była „inteligentnym” chatbotem, ponieważ potrafiła rozmowę „pchnąć” do przodu, aby zachować ciągłość konwersacji. Interpretując dane wejściowe (wprowadzone przez użytkownika) np. rozpoznając słowo córka ELIZA zadawała pytanie: Czy lubisz dzieci?
Innym znanym historycznym botem jest PARRY, stworzony w 1972 roku przez Carl Ransom Rogers, symulujący człowieka chorego na schizofrenię paranoidalną. Program komputerowy oparty był na pojęciach, konceptualizacjach i przekonaniach (akceptuj, odrzucaj, neutralne). Zawierał także strategię konwersacji i jako taki był znacznie poważniejszym i bardziej zaawansowanym programem niż ELIZA. Został opisany jako „ELIZA z charakterem”.
Rozwój komputerów i mocy obliczeniowej (Prawo Moore’a) i Internetu przyczynił się do znacznego wzrostu liczby programów do prowadzenia konwersacji z komputerem. Najważniejszych corocznie przeprowadzanych konkursów jest konkurs o Nagrodę Loebnera, który do 2019 roku opierał się na teście Turinga. W 2019 roku sędziowie po raz pierwszy rozmawiali tylko z maszynami. Ich zadaniem było wskazanie systemu konwersacyjnego, z którym rozmawia się najlepiej. Pieczę nad konkursem sprawuje AISB.
W 1984 r. opublikowano książkę zatytułowaną „The Policeman's Beard is Half Constructed”, która rzekomo napisana została w pełni przez chatbota o nazwie Racter.
Polskojęzycznymi przykładami pierwszych chatbotów działających jako wirtualni agenci są np. ChatMyBot, Ania działająca na stronie firmy IKEA, Król Stanisław August Poniatowski na stronie Mennicy Polskiej, Radek na stronie Polskiego Radia Euro, Hubert działający na stronie Sopockiego Towarzystwa Ubezpieczeniowe Ergo Hestia od 2014 roku oraz Chatbot Piotr od InteliWISE działający w Wolters Kluwer. Ten sam dostawca stworzył Chatbota Tomoko dla Toyota Bank & Toyota Leasing.
W jesieni 2022 roku OpenAI uruchomiła swój chatbot ChatGPT, oparty na modelu GPT-3 firmy. ChatGPT był jednym z najbardziej zaawansowanych chatbotów w momencie wydania i uważany jest za ważny etap w rozwoju sztucznej inteligencji konwersacyjnej. Model został wytrenowany na ogromnych ilościach ludzkich rozmów i może więc komunikować się z użytkownikami w naturalny i ludzki sposób. ChatGPT często jest wykorzystywany w celach obsługi klienta i potrafi odpowiadać na pytania na szeroką gamę tematów.

## Sposób działania
Próbując zdefiniować chatboty ze względu na sposób działania możemy wyróżnić dwa typy chatbotów: konwersacyjne i blokowe. Jeżeli mówimy o chatbotach ze względu na to jaką rolę pełnią możemy wymienić chatboty powiadamiające, procesowe oraz konwersacyjne.
1. Chatbot konwersacyjny – wykorzystują przetwarzanie języka naturalnego oraz uczenie maszynowe do prowadzenia konwersacji z użytkownikiem rozpoznając kontekst wypowiedzi, oraz ucząc się na podstawie zadawanych pytań. Chatboty konwersacyjne wykorzystują sztuczną inteligencję, by odpowiadać w unikalny sposób oraz podtrzymywać konwersację. Chatboty konwersacyjne wykorzystywane są zarówno jako chatboty tekstowe, jak i głosowe.
2. Chatbot blokowy – wykorzystuje bazy danych i/lub gotowe scenariusze odpowiedzi na wywoływane akcje za pomocą komend tekstowych np. po wpisaniu słowa kontakt wyświetlone zostaną opcje kontaktowe lub przycisków umieszczonych bezpośrednio w bocie.

Bardziej zaawansowane chatboty poszerzają swoją bazę wiedzy w trakcie rozmów i rozbudowują swoją bazę odpowiedzi w oparciu o poprzednie konwersacje. Wykorzystują do tego zaawansowane analizatory składniowe do analizy otrzymanych wiadomości, korzystające z wiedzy z dziedziny analizy języka naturalnego i algorytmów do uczenia maszynowego (Machine Learning). Jednym z najpopularniejszych rozwiązań tego typu jest Dialogflow. Dodatkowo chatboty mogą wykorzystać do komunikacji dane z aplikacji trzecich lub baz danych dzięki integracjom za pomocą API np. z wewnętrznymi systemami CRM, lub narzędziami do obsługi i zarządzania bazą klientów.

### AIML
Do tworzenia baz wiedzy dla linguabotów służy XMLowy język znaczników – AIML. Niektóre chatboty posiadają autorski system baz danych.
Na przykład ALICE używa języka znaczników o nazwie AIML, który jest specyficzny dla jego funkcji jako chatbota konwersacyjnego i od tego czasu został przyjęty przez różnych innych twórców tzw. Alicebots. Niemniej jednak ALICE wciąż opiera się wyłącznie na technikach dopasowywania wzorców bez żadnych możliwości wnioskowania, tej samej techniki, którą ELIZA używała w 1966 r. To nie jest silna sztuczna inteligencja, która wymagałaby mądrości i zdolności logicznego rozumowania.
Jabberwacky uczy się nowych odpowiedzi i kontekstu na podstawie interakcji użytkownika w czasie rzeczywistym, a nie na podstawie statycznej bazy danych. Niektóre nowsze chatboty łączą również uczenie się w czasie rzeczywistym z algorytmami ewolucyjnymi, które optymalizują ich zdolność do komunikowania się na podstawie każdej przeprowadzonej rozmowy. Nadal jednak nie ma sztucznej inteligencji konwersacyjnej ogólnego przeznaczenia, a niektórzy programiści skupiają się na aspekcie praktycznym, wyszukiwaniu informacji.

Przykład:
```
<aiml
 
version=
"1.0.1"
>

<category>

  
<pattern>
Hej
</pattern>

  
<template>
Witam
</template>

</category>

</aiml>

```

## Zastosowanie chatbotów
Chatboty za sprawą rozwoju technologii i otwarciem możliwości ich tworzenia na platformach jak WeChat, Facebook sprawił, że na samym Facebooku jest ponad 300 000 aktywnych chatbotów. To z kolei zapoczątkowało rozwój rynku i pojawiły się narzędzia do budowy ich budowy. Chatboty z sukcesami działają w takich sektorach jak medycyna, bankowość, generują zysk np. sprzedając samochody, czy pomagają klientom odprawić swój lot jak robi to bot wrocławskiego lotniska.
Chatboty są dziś obecne na głównych stronach firm, które potrafią rozpocząć rozmowę, opowiedzieć o działalności firmy, odpowiedzieć na mnóstwo pytań i to nie tylko związanych z samą firmą, wyszukiwać na stronie czy też pomóc w zarejestrowaniu się w serwisie. Chatbot na stronie internetowej jest nową formą marketingu (conversational marketing), pełni rolę dużo ciekawszej wersji FAQ czy też w pewnych przypadkach nawet zastępuje centrum obsługi telefonicznej. W 2017 r. izraelska firm SnatchBot uruchomiła stronę do tworzenia chatbotów z umiejętnością oceny tonacji użytkownika.
Zalety korzystania z chatbotów, które wskazują (42%) użytkownicy to wygoda użycia i (40%) dostępność obsługi 24 godziny na dobę. Główną motywacją po sięgnięcie chatbota jest chęć uzyskania informacji i odpowiedzi na zadawane pytania w celu rozwiązania sprawy.

### Zastosowanie chatbotów w różnych branżach
1. Obsługa klienta: zaletą chatbotów jest ich dostępność 24 godziny na dobę przez cały rok. Automatyczne odpowiadanie na powtarzalne pytania, dostępność w komunikatorach (Messenger, WhatsApp, Telegram, Slack) oraz przyjazny interfejs sprawia, że chatboty coraz częściej stają się elementem strategii obsługi klienta. Według Business Insider 45% użytkowników preferuje chatbota jako formę obsługi klienta[9]. W ankiecie przeprowadzonej przez Oracle z przedstawicielami z Francji, Holandii, Republiki Południowej Afryki i Wielkiej Brytanii aż 80% respondentów wskazała, że korzystała lub planuje do 2020 skorzystać z chatbota. Przykłady polskich chatbotów w obsłudze klienta:
  - Komputronik
  - Paczkomaty
  - Warta
2. Bankowość: nowoczesne bankowe chatboty z SI odpowiadają na pytania klientów i rozwiązują problemy finansowe. Są wystarczająco przekonujące, aby wykonać 80-90% zapytań klientów bankowych bez udziału człowieka. Według danych Autonomous Research, chatboty pozwolą instytucjom finansowym zmniejszyć swoje codzienne wydatki o 22% do 2030 roku. To rozwiązanie może również obniżyć koszty obsługi klienta o 30%. Chatboty z SI są na radarze wszystkich, a oczekuje się, że banki wydadzą na nie 9,4 miliarda dolarów w 2024 roku. Przykłady polskich chatbotów w bankowości:
  - Santi – Santander Bank Polska
  - Milla – bank Millenium
  - Mój Asystent – ING Bank Śląski
  - KrEdytka – Credit Agricole
3. Sprzedaż: chatboty automatyzując proces sprzedaży pomagają skrócić cykl sprzedaży, poprawić retencję użytkowników i generować zysk np. pomagając użytkownikowi dobrać najlepszy produkt lub skontaktować z odpowiednim konsultantem w regionie. Chatboty wspierające sprzedaż skutecznie obniżają koszt pozyskania klienta. Marka ASOS po wdrożeniu chatbota zwiększyła sprzedaż o 300%[10]. Szacuje się, że do 2022 roku chatboty całym świecie chatboty wygenerują ponad 8 miliardów dolarów oszczędności[11]. Przykłady polskich chatbotów, które wspomagają sprzedaż:
  - Pizza Hut
  - Semilac
  - Yves Rocher Polska
4. Kampanie marketingowe: w Polsce na Messengerze jest ponad 14 milionów użytkowników[12]. Rozwój komunikatorów typu Messenger, WhatsApp sprawił, że chatboty stały się pewnego rodzaju narzędziem marketingowym wykorzystywanym przy kampaniach marketingowych – quizy, testy wiedzy, ankiety lub bardziej rozbudowane mechanizmy wykorzystujące np. grywalizację. Przykłady polskich kampanii marketingowych z udziałem chatbotów:
  - McDonald’s z okazji 50-lecia Big Maca
  - Desperados i loteria z kodami spod kapsli
  - Samsung z okazji premiery Galaxy S9
5. Rozrywka: chatbot to także świetne narzędzie, które może zapewnić rozrywkę oraz edukować użytkowników np. wysyłając im określoną sekwencję wiadomości z kolejnymi wskazówkami lub informacjami. Losowanie cytatów, zdjęcie lub dowcip dnia to tylko niektóre z przykładów mechanizmów, które wykorzystują chatboty. Chatboty mogą same w sobie stanowić narzędzie np. do oceny dnia[13]. Dodatkowo chatboty są świetnym narzędziem do aktywizacji odbiorców i poprawy ich retencji. Przykłady polskich chatbotów, które zapewniają rozrywkę:
  - Pan Notesik
  - VISA
  - 4FUN TV

Dodatkowo chatboty wykorzystywane są w edukacji, w procesach wewnętrznych firm np. w procesie wprowadzania nowych użytkowników.

### Złośliwe zastosowanie chatbotów
Pewne chatboty działające w internecie wykorzystywane są do wysyłania spamu, reklamowania usług i towarów, którymi rozmówcy nie są zainteresowani, a także do zdobywania poufnych danych o rozmówcy. Tego typu boty działają często na czatach albo jako użytkownicy komunikatorów internetowych. Rozwój technologii głębokiego uczenia algorytmów stanowi zagrożenie. Techniki deepfake, deep learning, które wykorzystują sztuczną inteligencję do manipulowania obrazem oraz wideo odwzorowując prawdziwą osobę na podstawie np. przesłanego zdjęcia lub materiału wideo.

## Konkursy chatbotów
Do 2019 roku wszelkie zawody skupiały się dokoła testu Turinga. W 2019 roku podczas zawodów o Nagrodę Loebnera pierwszy raz rozmawiali tylko z maszynami. Ich zadaniem było wskazanie systemu konwersacyjnego, z którym rozmawia się najlepiej. Pieczę nad konkursem sprawuje AISB. Laureatem ostatnich 5 edycji konkursu jest Steve Worswicka (w 2013, 2016, 2017, 2018, 2019) z chatbotem Mitsuku.
Konkurs The Chatterbox Challenge został zorganizowany pierwszy raz w 2001 roku, a ostatnia edycja konkursu odbyła się w 2015 rok. W sieci nadal można znaleźć archiwalne nagrania.

## Ewaluacja
Chatboty można oceniać z dwóch stron: lingwistycznej i pozalingwistycznej. Oceniając stronę lingwistyczną bierze się pod uwagę sensowność wypowiedzi linguabota. Zakres pozalingwistyczny obejmuje ocenę takich komponentów, jak wygląd, mimika i intonacja itp.